# Kiawah Island
Kiawah Island (oder Kiawah, früher deutsch auch Kiawa) ist eine Barriereinsel im Atlantik vor der Küste der Vereinigten Staaten. Sie liegt 40 km südwestlich von Charleston im Charleston County, South Carolina, und ist hauptsächlich ein privater Strand- und Golfclub. Laut der Volkszählung 2020 lebten in der 1988 gegründeten Gemeinde Kiawah Island 2.013 Menschen.
Kiawah ist nach einer Gruppe der Cusabo benannt, die aber um 1700 von der Insel vertrieben wurden. Danach war die Insel etwa zwei Jahrhunderte lang eine Plantage, auf der vor allem Afroamerikaner (Gullah) in Sklaverei und später mit Lohn- oder Pachtverträgen lebten. Seit Mitte des 20. Jahrhunderts wurde die Insel zu einem exklusiven Urlaubs- und Wohnort ausgebaut.

## Name
Die Insel Kiawah ist nach den amerikanischen Ureinwohnern benannt, die dort zur Zeit der ersten europäischen Kolonisation lebten. Deren Name wurde jedoch nicht einheitlich transkribiert. Schreibweisen aus dem 17. und 18. Jahrhundert sind unter anderem: Cayagua, Cayawash, Kaiawah, Kayawah, Keyawah, Keywas, Keywaws, Kiawa, Kiawah oder Kyawah. Auch die Insel wurde entsprechend unter anderem Kaywae Island, Keywaw Island, Kiawa Island, Kiawaw Island oder Kyewaw Island genannt. Um die Jahrhundertwende scheint sich im Englischen die Schreibweise ‚Kiawah‘ durchzusetzen, 1924 wurde sie offiziell vom United States Board on Geographic Names festgelegt.
In DuBose Heywards Roman Porgy wird die Insel ‚Kittiwar‘ genannt, in George Gershwins Oper Porgy and Bess ‚Kittiwah‘.

## Geografie

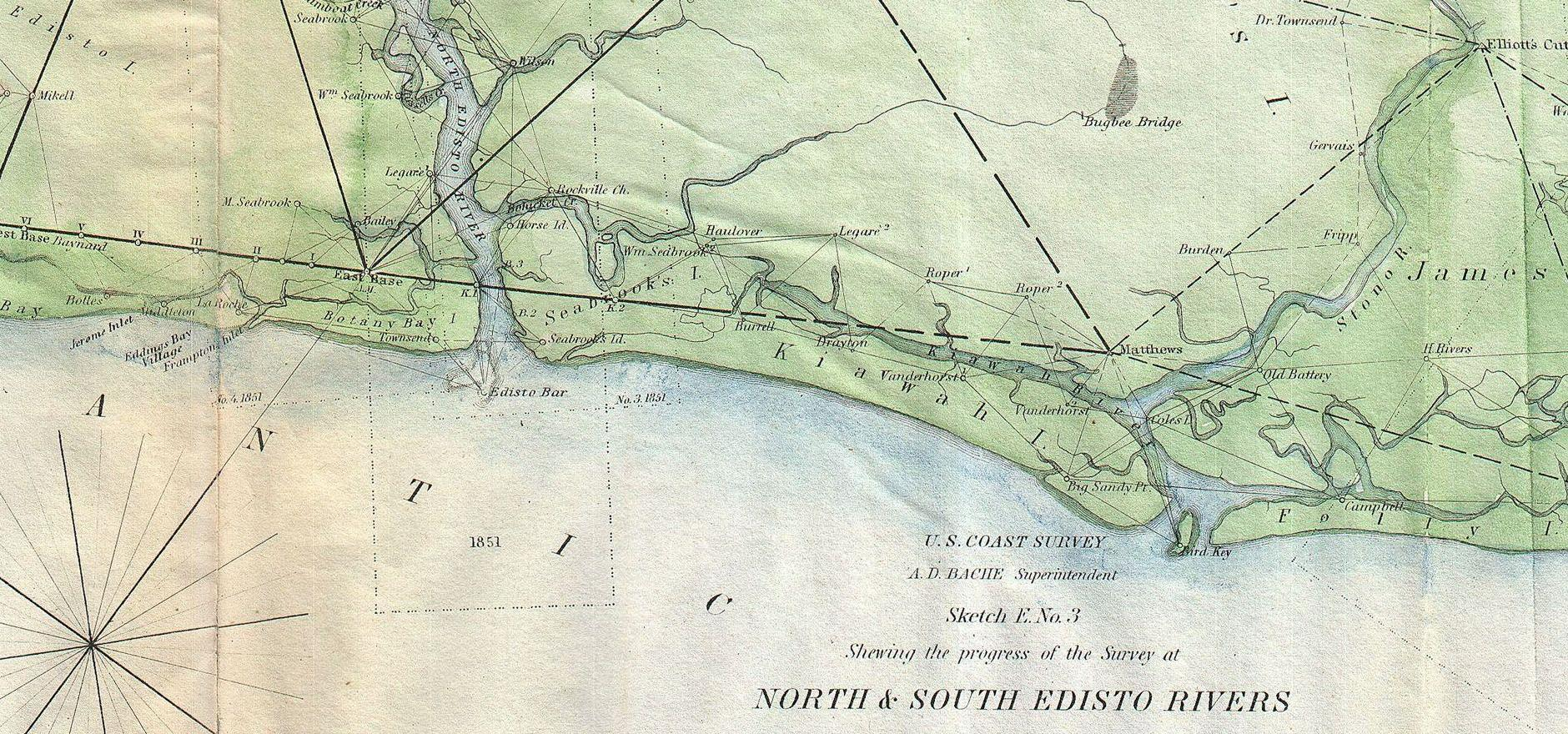
Kiawah auf einer geodätischen Karte des United States Coast Survey aus dem Jahr 1852.

Unter den Küsteninseln South Carolinas (Sea Islands) zählt Kiawah zu den Barriereinseln. Kulturell gehört Kiawah zum South Carolina Lowcountry. Kiawah ist durch Gezeitenkanäle von den umliegenden Inseln getrennt:
- im Nordosten durch den Stono River von der Barriereinsel Folly Island und von James Island,
- im Norden und Westen durch den Kiawah River, von Johns Island (Norden) und Seabrook Island im Westen.

Zum Atlantischen Ozean bildet die Insel einen etwa 15 km (9,1 Meilen) langen Sandstrand. Kiawah ist ungefähr 3,2 km (2 Meilen) breit und besteht etwa zur Hälfte aus Salzmarschen und höher gelegenem Grund. Mit einer Fläche von etwa 28,5 km² (7030 Acre) ist sie die größte Barriereinsel und die fünftgrößte Insel des Bundesstaates. Die höchsten Erhebungen liegen circa 7,6 m (25 Fuß) über dem Meeresspiegel.

## Geschichte

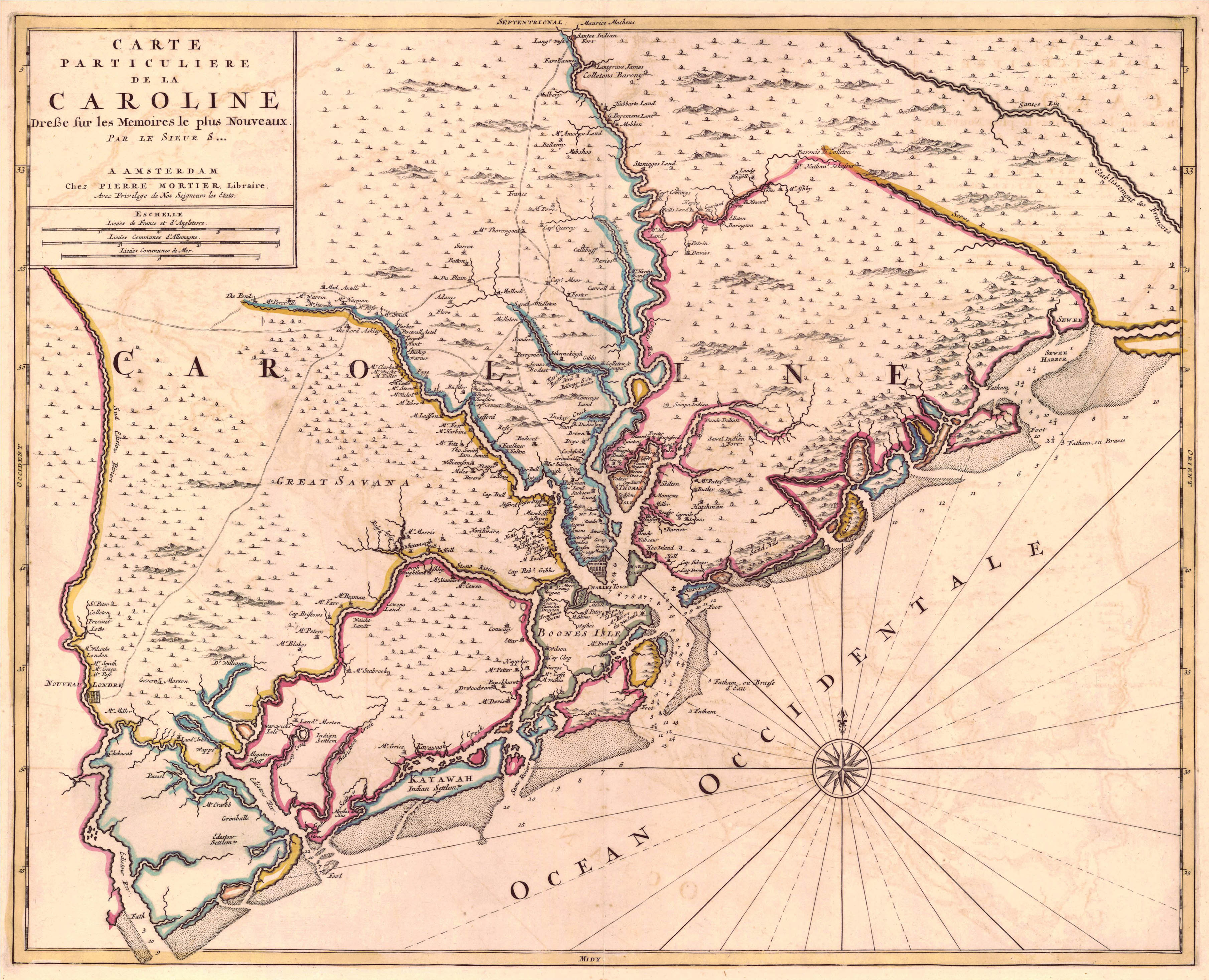
Kayawah auf einer Karte aus dem Jahr 1690, damals noch mit Indian Settlemts (indianische Besiedlung).

Die Cusabo-Gruppe der Kiawah lebte um 1600, als die ersten europäischen Expeditionen sie entdeckten, über den Sommer an der Bucht von Charleston (Charleston Harbor). Die britischen Kolonisten vertrieben im Jahr 1675 die Cusabo gewaltsam von dort, ab 1682 zogen sich die Kiawah auf die heutige Insel Kiawah zurück. 1699 verloren sie die Insel endgültig, als die Lord Proprietors die gesamte Insel an George Raynor, einen ehemaligen Piraten, verkauften.
Anfang des 18. Jahrhunderts kam die Insel in den Besitz des Pflanzers John Stanyarne. Er ließ den Wald roden und baute die Insel zu einer Plantage aus, auf der Sklaven Indigopflanzen anbauten und Vieh hielten. Er ließ um 1770 auch ein Herrenhaus errichten. Als Stanyarne 1772 starb, vermachte der die Insel seinen beiden Enkelinnen: Mary Gibbes bekam die Westhälfte mit der Siedlung, Elizabeth Raven Vanderhorst die Osthälfte. Sie war die Frau von Arnoldus Vanderhorst. Die Vanderhorsts bauten im Osten von Kiawah ebenfalls eine Plantage auf. Im Unabhängigkeitskrieg wurde die Vanderhorst-Plantage allerdings 1780 von den Briten zerstört und erst um 1800 wieder aufgebaut (das heutige Arnoldus Vander Horst House). Nach dem Krieg löste der Anbau von Baumwolle langsam die Indigoproduktion ab. Die Vanderhorst-Plantage geriet in den 1840er und 1850er Jahren wohl in finanzielle Schwierigkeiten: 1840 lebten dort nur noch 46 versklavte Menschen, zwanzig Jahre früher waren es noch 115.
Im Bürgerkrieg holten die Vanderhorsts die meisten ihrer Sklaven nach Round O. Nach dem Krieg machten sie ihren ehemaligen Leibeigenen Quash Stevens zum Verwalter ihrer Plantage. Er war wahrscheinlich ein uneheliches Kind von Elias Vanderhorst und einer schwarzen Sklavin. Stevens beaufsichtigte dort für die Vanderhorsts weiter den Baumwollanbau. Bis 1900 hatte die Familie Vanderhorst die ganze Insel in ihren Besitz gebracht. Sie beschäftigten dort weiter schwarze Lohnarbeiter und verpachteten auch Teile der Insel. Dennoch war die Plantage mit ihren Gebäuden um die Jahrhundertwende in einem schlechten Zustand und wenig, wenn überhaupt profitabel. Nach mehreren Hurrikanen und der Ausbreitung des Baumwollkapselkäfers lag die Plantage gegen Ende des Ersten Weltkriegs quasi brach.
Die Familie Vanderhorst verkaufte die Insel 1952 an die C. C. Royal Lumber Company. C. C. Royals Firma rodete den Rest der Wälder, der nicht schon von ehemaligen Pächtern gefällt worden waren, und erschloss die Insel mit einer ersten Brücke. 1954 ließ Royal auch an der heutigen Eugenia Avenue die ersten Sommerhäuser bauen. 1974 verkauften seine Erben die Insel an eine kuwaitische Investmentfirma. Diese baute Kiawah zu einem gehobenen Urlaubs- und Wohnort um. 1976 wurde das Kiawah Island Resort und der erste Golfplatz eröffnet. Die Firma aus Kuwait verkaufte die Insel Ende der 1980er Jahre an einen anderen Investor weiter, die die Anlagen auf der Insel weiter ausbaute. 1988 gründete sich die Gemeinde Kiawah Island, um nicht vom Charleston County besteuert zu werden. Damals lebten weniger als 500 Menschen auf der Insel. Die Entwicklung zum privaten Golfresort und zur Gated Community hat die afroamerikanische Gullah-Kultur auf Kiawah vollständig verdrängt. Viele der Gullah, die auf den benachbarten Inseln Wadmalaw und Johns Island leben, arbeiten auf Kiawah in der Tourismusbranche oder in anderen Niedriglohnjobs. Seit 2013 gehört die Insel zum großen Teil der Investmentgesellschaft South Street Partners.

## Politik
Kiawah Island als Town besteht seit dem 13. September 1988. Die Gemeindevertretung ist nach dem Mayor-Council-Prinzip organisiert. Alle vier Ratsmitglieder und der Bürgermeister arbeiten ehrenamtlich und werden für zwei Jahre gewählt.

## Kultur und Sport
Zwei Stätten auf Kiawah sind im National Register of Historic Places eingetragen:
- Bass Pond Site (38CH124), Muschelhaufen mit Besiedlungsspuren aus der Archaischen und der Woodland-Periode[17]
- Arnoldus Vander Horst House, ehemaliges Herrenhaus der Vanderhorst-Plantage[18]

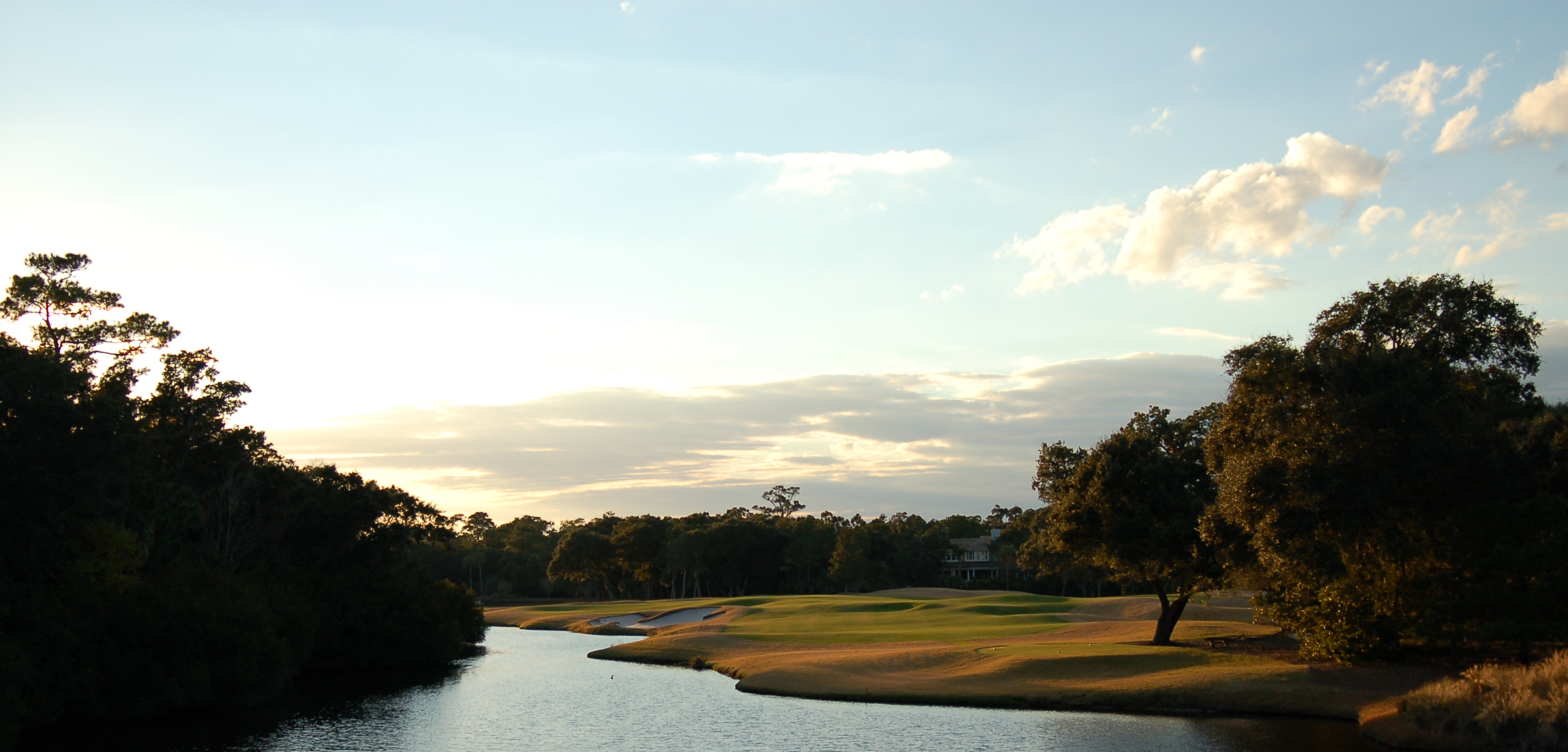
Golfplatz auf Kiawah, 2005

Kiawah ist vor allem als Golfresort bekannt, die Golfplätze durchziehen fast die gesamte Insel.

## Wirtschaft und Infrastruktur
Der wichtigste Wirtschaftszweig auf Kiawah ist der Tourismus.
Auf Kiawah Island gibt es zwei medizinische Zentren, allerdings keine Schule oder Bücherei. Die einzige Straßenanbindung führt über Seabrook Island und Johns Island aufs Festland.
Von den Stränden auf Kiawah ist nur der westliche Teil öffentlich zugänglich, der vom Charleston County verwaltet wird.

## Bekannte Bewohner
Folgende Personen sind Eigentümer von Immobilien auf Kiawah:
- Ray Allen (* 1975), NBA Basketballspieler
- Joe Gibbs (* 1940), ehem. Hall of Fame NFL head coach für die Washington Redskins und Eigentümer von Joe Gibbs Racing
- Nikki Haley (* 1972), ehem. Gouverneurin von South Carolina und ehem. Botschafterin
- Jeffrey Immelt (* 1956), Chairman of the Board und Chief Executive Officer of General Electric[22]
- Tara Lipinski (* 1982), Olympia-Goldmedaillen-Gewinnerin im Eiskunstlauf
- Dan Marino (* 1961), ehem. NFL-Quarterback
- George Will (* 1941), Kolumnist